# Paul-Émile Gallant
Pour les articles homonymes, voir Gallant.
Paul-Émile Gallant (Edmundston, 17 juillet 1944 - Laval, 13 septembre 2011) est un -entrepreneur et un entrepreneur canadien, aussi habile pour diriger le marketing que la production, et surtout connu comme créateur des casse-têtes en trois dimensions « Puzz-3D » de Wrebbit, l'entreprise qu'il a fondée en 1990 et dirigée jusqu'en 2005, à Montréal.

## Biographie

### Famille
Paul-Émile Gallant naît à Edmundston, au Nouveau-Brunswick le 17 juillet 1944. Il aura été le seul garçon de Juliette Godin et d'Émile Gallant. La famille, de trois enfants (Paul-Émile, né en 1944; Gloria-Patricia, en 1947; et Doris-May, en 1948), déménage au Québec, dans la région de Montréal vers 1958, quand il a atteint l'âge de 14 ans.

### Débuts, sur scène
Il envisage une carrière de musicien de scène, mais conclut, après une assez longue période d'essai, qu'il lui serait préférable de passer en coulisse pour mieux s'assurer de revenus décents : une décision prise vers 1970, l'année où il se marie et fonde une famille.

### Carrière en coulisse
C'est donc dans l'arrière-scène de l'industrie de la musique que Paul-Émile Gallant mène une première carrière au service de grandes sociétés, durant 18 ans : successivement, Musique Trans-Canada, CBS Records (aujourd'hui Sony Music), puis Radio-Canada comme responsable aux produits dérivés. Ce faisant, il s'initie à la mise en marché, à la distribution, au droit d'auteur.
Gallant n'hésite pas à beaucoup investir et à innover quand l'affaire peut être très profitable. Ainsi, muni de son incroyable audace, en 1979, quand il est directeur artistique chez CBS Records, il loue de grands panneaux publicitaires pour mieux faire connaître le nouvel album Fiori-Séguin, « Deux cents nuits à l'heure » (sorti en 1978).
Puis, voulant se lancer en affaires, il fonde Gallant International Inc., une agence destinée à créer, à la demande des entreprises, des produits exclusifs, à écouler sous licence. Mais, il finit par se réserver un concept original, qui lui paraît très amusant et très prometteur, un concept qui l'occupera et le rétribuera pendant les quelque 15 prochaines années : monter et offrir sa gamme « Puzz-3D » aux particuliers, plutôt qu'aux entreprises, mondialement.

### Création des casse-têtes «Puzz-3D», en trois dimensions, de 1989 à 2005
Il a 45 ans quand, en 1989-1990, il développe un système et sa machine-outil, qu'il fait breveter aussitôt pour fabriquer en série des casse-têtes en trois dimensions, une innovation qu'il nomme d'emblée « Puzz-3D (en) ».
Les produits Puzz 3 D ont la particularité d'être faits de pièces flexibles, en mousse de synthèse souple, à laquelle est collé un recouvrement imprimé. Tout produit de cette gamme, une fois assemblé, est assez rigide pour être déplacé et assez joli pour faire l'objet d'une exposition.

### Production et commercialisation, depuis 1990
Paul-Émile Gallant organise et dirige dès 1990 la fabrication industrielle des Puzz-3D, de même que leur publicité, leur écoulement mondial, et développe cette gamme.
Le premier produit « Puzz-3D » était livrable en septembre 1991; et, voici qu'en 1995 la gamme compte 44 produits, vendus dans quelque 60 pays.
La première gamme de ces produits est présentée à Toronto (par Wrebbit Inc. (en)) au Salon canadien du Jouet et du Passe-temps de 1992 (The ’92 Canadian Toy & Hobby Fair) et fait sensation auprès de tous les groupes d'âges, favorisant sa commercialisation à grande échelle.
Il s'avère que Paul Gallant, le fondateur et le PDG de Wrebbit, possède des dons innés, non seulement pour la conception de nouveaux produits Puzz-3D, mais aussi pour parallèlement optimiser et gérer leur fabrication en série, ainsi que leur publicité, et réussir, en peu de temps, leur mise en marché, et un accroissement rapide des commandes de produits à l'usine Wrebbit. La gentille grenouille verte, qu'il leur a conçue comme logo. Présentée de façon caricaturale, assise, jambes croisées, munie d'antennes, détendue, les gants blancs, en tenue de gala (smoking), corps vert et blanc sur fond vert (évoquant l'espérance et la paix), elle rit intérieurement : depuis des siècles, les anglophones ne taxent-ils pas les francophones de « grenouilles ou frogs »!? — Bien sûr, à l'origine, le sobriquet viendrait du fait que les Anglais ne se sont pas résolus à manger de la grenouille, précisément de la cuisse de grenouilles, qui serait depuis toujours un des plats favoris des Français! Et, Paul-Émile Gallant, qui est un francophone d'Amérique (Canadien bilingue, né Acadien et devenu Québécois), assume tout cela : il se présente ici comme tel, par la grenouille, au marché majoritairement anglophone, qu'il vise avec cet inoubliable clin-d'œil, accentué par l'onomatopée bilingue de son croassement, Wrebbit, pour nommer l'emtreprise.
En 1994, Wrebbit conclut une entente avec Milton Bradley Company, une division de Hasbro Games Group, ce qui lui ouvre le marché de masse américain (par les Walmart, Toys "R" Us…). Une entente similaire, conclue avec Hasbro International Inc. pour le marché européen et d'autres territoires internationaux, offre des perspectives de ventes exceptionnelles. En outre, Wrebbit s'est associée avec The Walt Disney Company pour de nombreux produits.
En 1997, Wrebbit Inc. dessert toutes les régions du Québec, l'ensemble des provinces canadiennes et le marché spécialisé aux États-Unis. « Compte tenu des droits de licence consentis par Wrebbit, les PUZZ-3D sont aussi disponibles à travers l'Europe, les pays arabes, l'Afrique du Sud, l'Inde, le Japon, Hong Kong, la Chine, Singapour, la Corée, l'Australie, la Nouvelle-Zélande, la Hongrie, la République tchèque, la Slovaquie ainsi que la Pologne », souligne Paul Gallant dans ses conférences. Ainsi, le PUZZ-3D est disponible dans plus d'une soixantaine de pays.
En l'an 2000, plus de 30 millions d'exemplaires de cette gamme auraient été écoulés sur la planète, pour près de 300 modèles de produits Puzz-3D, totalisant près de 100 000 morceaux (de 6  à  3 141 — pour New Yok, New York —  chacun : une moyenne de plus de 300 morceaux par modèle).
Gallant sait s'entourer d'une équipe de gens aussi méticuleux que lui pour concevoir et développer, ensemble, un nouveau produit. Et, dès avant le tournant du siècle, la gamme comprend aussi des « jeux d'assemblage virtuel », livrés sur CD-ROM, pour micro-ordinateur (PC et Macintosh). — Ainsi, pour concevoir et créer le « jeu virtuel » concernant la Cathédrale Notre-Dame de Paris, pas moins de 24 personnes sont intervenues, nommément (dans l'ordre d'énumération des intervenants sur le document de présentation) :
- Paul Gallant — concept des Puzz 3D, supervision conceptuelle générale
- Mike Donovan — concept des adaptations aux CD-ROM, concept créatif et design du jeu, supervision conceptuelle générale, programmation, programmation du moteur 3D, supervision artistique, photographie sur le terrain, design 3D, design de la production
- Nathalie Barcelo — concept créatif et design du jeu, supervision artistique, essais
- Bob Donovan — programmeur en chef, programmation, adaptation au Macintosh
- James Thérien — programmeur, programmeur du moteur VR (i.e. de « réalité virtuelle »)
- Éric Forget — programmeur, adaptation à Windows95
- Jean-François Côté — programmeur, assistant de production
- Sylvain Croteau — programmeur
- Philippe-André Brière — supervision artistique, casting, design de la production, ingénieur du son, composition musicale, conception sonore
- Vincent Lauzon — recherche artistique, script, machiniste
- Kim Parenteau — praticienne 2D, animations 2D, effets spéciaux
- Nandi Prashad — praticien 2D, photographe de plateau, design 3D, praticien 3D et animations
- Alexis Doyon — praticien 2D
- Sébastien Lord — praticien 2D
- Éric Éthier — design 3D, praticien 3D et animations, casting, design de la production, directeur de production, design du maquillage, édition du vidéo, effets spéciaux
- Alexis Doyon — praticien 3D et animations
- Sylvie Bélanger — praticienne 3D et animations
- Jean-Frédéric Veilleux — direction de la photographie initiale
- Danielle Éthier — direction de la photographie finale, opération de la caméra
- Maggie Macaulay — design des costumes et du maquillage
- Hélène Bélanger — support administratif
- Nathalie Dupont — support administratif
- Simon Larouche — essais
- Benoit Laforest — essais

La même année (1999) que ce « Puzz-3D Notre Dame Cathedral CD-ROM Game », paraissent 
- « Puzz-3D Victorian Mansion CD-ROM Game » et
- « Puzz-3D Neuschwanstein Bavarian Castle CD-ROM Game »;

en 2000, le 
- « Puzz-3D The Orient Express From the Twenties CD-ROM Game ».

Ces quatre jeux virtuels furent ensuite offerts ensemble, regroupés en coffret.

#### Appui d'Hasbro, en 1995
En 1995, l'entreprise américaine Hasbro, géante du domaine des jouets et passe-temps, acquiert des parts dans Wrebbit.

#### Absorption de Wrebbit en 2001 par la torontoise Irwin Toy, récupération en 2003
En 2001, l'entreprise Wrebbit est cédée à la société canadienne Irwin Toy (en), de Toronto, (alors propriété de LivGroup), puis récupérée par Paul-Émile Gallant au tout début de 2003, après la faillite déclarée par l'acquéreur.

#### Absorption de Wrebbit par l'américaine Hasbro, en 2005-2006
En 2005, la majorité des parts de l'entreprise Wrebbit passe aux mains du géant américain, Hasbro qui, l'année suivante, transfère la production des produits Puzz 3D à ses usines d'East Longmeadow, au Massachusetts, États-Unis.

### Distinction en 1995
L'entreprise Wrebbit fêtait sa quatrième année financière accomplie quand, le 2 octobre 1995, à Fredericton, des mains du ministre canadien des Affaires extérieures et du commerce international (Department of Foreign Affairs and International Trade : DFAIT), Roy MacLaren, elle reçoit le Prix d'excellence à l'exportation canadienne (Canada Export Achievement Award).
Cette entreprise montréalaise, y apprend-on, « fait de vous l'architecte » de la Tour Eiffel, de La Mecque, de l'Empire State Building, de la Tour de l'horloge  (Clock Tower) dite du Big Ben, au Palais de Westminster… de plus de 40 célèbres monuments ou objets-phares, chefs-d'œuvre de l'histoire architecturale, en Puzz-3D, pleine couleur, et en trois dimensions, dont l'assemblage fait le délice des personnes de tous les groupes d'âges, voulant faire œuvre de patience et relever ces nouveaux défis, dans 65 pays déjà.
Pour sa première année financière (1992), Wrebbit atteignait un chiffre d'affaires de 1,3 million $ et comptait 12 employés; après quatre ans d'activités (en 1995), le bilan était de 35 millions $, avec un effectif de 357 personnes, 87 % des ventes se faisant alors à l'exportation, ses Puzz-3D étant en stock dans les commerces spécialisés ou dans les grands magasins, aussi vendus par réclame dans les catalogues ou les magazines d'excellente qualité.
L'entreprise conçoit aussi et fabrique déjà des objets ludiques, tels : 
- MixMath ;
- Golf, the Perfect Game ;
- une véritable horloge de papier, tout à fait fonctionnelle.

### Distinction en 1996
En 1996, Paul Gallant reçoit un Prix d'accomplissement en affaires canado-américaines (Canadian American Business Achievement Award), du Conseil des Affaires canado-américaines (Canadian American Business Council, CABC).

### Retraite en 2006
En cédant la majorité de ses parts dans Wrebbit à Hasbro, Gallant s'était mis au service de l'acquéreur, le temps d'assurer la transition. Vu la délocalisation, hors du pays, de Wrebbit en 2006, il quitte Wrebbit cette année-là. Il a 62 ans et doit s'occuper de faire traiter ses graves problèmes de santé.

### Intronisation au Temple de la renommée, en 2008
À 64 ans, en 2008, Paul-Émile Gallant satisfait toutes les conditions pour être intronisé au Temple canadien de la renommée de l'industrie du jouet (Canadian Toy Industry Hall of Fame), dont une contribution exceptionnelle, durant 10 ans ou davantage, à l'innovation dans ce domaine, ainsi que le fait d'en être à la retraite — son intronisation a lieu le 26 janvier 2008.

## Honneurs
- 1992 : Sceau d'excellence, provenant de l'Association des consommateurs du Québec[3]
- 1993 : Mercure de l'entrepreneuriat, provenant de la Fédération des Chambres de commerce du Québec, au gala des Mercuriades[3]
- 1995 : Prix d'excellence à l'exportation canadienne (Canada Export Achievement Award)[4],[13], du Ministère canadien des Affaires extérieures et du commerce international (Department of Foreign Affairs and International Trade : DFAIT)
- 1996 : Prix d'accomplissement en affaires canado-américaines (Canadian American Business Achievement Award)[4], du Conseil des Affaires canado-américaines (Canadian American Business Council, CABC)[14]
- 2008 : intronisation de Paul-Émile Gallant au Temple canadien de la renommée de l'Industrie du jouet (Canadian Toy Industry Hall of Fame)[4], par la Canadian Toy Association[17]

## Vie privée
Paul-Émile Gallant, père de 3 enfants (Éric, Sylvie et Maxime) et grand-père de dix petits-enfants, est veuf de Francoise Gauthier (épousée le 25 juillet 1970, morte le 22 février 2010), lorsqu'il meurt à Laval, le 13 septembre 2011, à l'âge de 67 ans, des suites d'un cancer longuement combattu,. Il faisait partie, depuis 2006, du conseil d'administration de la Sir Mortimer B. Davis Jewish General Hospital Foundation, dont il était un des généreux donateurs.

## Continuateurs
Au début des années 2010, il appert que le développement et la fabrication de cette gamme de produits ait cessé, à toute fin pratique, car très peu de produits « Puzz 3D » sont repérables sur le site d'Hasbro, même si l'utilisation de l'informatique en rendrait la tâche plus aisée que dans les années 1990, où Paul-Émile Gallant s'attelait à la tâche, avec des outils rudimentaires, avant de disposer d'outils facilitants, tels le « 3Discover viewer ».
Parmi les continuateurs, Nathalie Barcelo, ex-vice-présidente montréalaise de R&D chez Wrebbit, conçoit et développe en 2003 un système de construction, nommé « Bloco », à partir de pièces arrondies (O-shaped building blocks); elle commercialise son premier ensemble, « Dragons & Reptiles », dès la fin de 2004, ensuite « Savanna in Pajamas », puis « Velociraptor & Pterosaur Construction Set for 5-10 years » l'ensemble de dinosaures de Bloco (blocotoys — l'une des 5 entreprises canadiennes de jouets dans la liste des jouets recommandés, en 2010, par la nord-américaine Stevanne Auerbach, dite Doctor Toy.